# Valletot
Valletot är en kommun i departementet Eure i regionen Normandie i norra Frankrike. Kommunen ligger i kantonen Routot som tillhör arrondissementet Bernay. År 2022 hade Valletot 411 invånare.

## Befolkningsutveckling
Antalet invånare i kommunen Valletot
Referens:INSEE